# 鲁本·奥利维拉
鲁本·阿里尔·奥利维拉·达罗萨（Rubén Ariel Olivera da Rosa，1983年5月4日—）是一名乌拉圭已退役足球运动员，司职攻击中场。

## 俱乐部生涯
奥利维拉在乌拉圭球队多瑙河开始职业足球生涯。2003年1月，他加盟意大利足球甲级联赛豪门尤文图斯。同年4月19日，他在尤文图斯2比1击败罗马的比赛出场，首次在意甲联赛亮相。不过他在尤文图斯并未能站稳脚跟，之后先后被租借到马德里竞技、桑普多利亚、佩那罗尔和热那亚。
2009年，奥利维拉离开尤文图斯，回到佩那罗尔。 2010年，他再次来到意大利，和莱切签约三年。2012年1月，他转投佛罗伦萨。2013年1月，奥利维拉被租借到热那亚半年。